# Клан Бел'ю

Герб вождів клану Бел'ю та баронів Бел'ю.

Клан Бел'ю (ірл. — Clan Bellew) — клан Белью, клан Беллю — один з ірландських кланів.

## Походження назви та прізвища
Назва клану Бел'ю походить від фр. Belle Eau — Прекрасна Вода. Відомий один з перших поселенців в Ірландії часів норманського завоювання — Адам де Белла Аква. Очевидно, це латинська версія назви Бел'ю.

## Варіанти назви та септи
Белью (Bellew, Belew, Belleau), Балау (Ballaw, Balew, Ballew, Ballow), Блу (Blue, Bloo).

## Історія клану Бел'ю
Перші згадки про клан Бел'ю знаходяться у церковних документах XIII століття. Згідно з історичними переказами, клан Бел'ю походить від французького лицаря, що служив чи то Вільгельму (Вільяму) Завойовнику чи то англійському королю Едварду I. Джон де Бел'ю отримав у власність лордство Карлтон внаслідок шлюбу зі спадкоємницею Брюса, де в 1375 році Джеймс Бел'ю збудував Бел'юстаун (нині на території графства Міт). Там був збудований замок Кастл Бел'ю у 1472—1479 роках. Джон Бел'ю започаткував династію, що заволоділа баронством Дулік (ірл. Duleek) у 1686 році. Він також був засновником династії Бармет (ірл. Barmeath) (графство Лаут) та династії Маунт (графство Голуей). 
Судячи з усього, перший чоловік із цього клану, що поселився в Ірландії, це був Роджер де Бел'ю. У свій час лордами Бел'юстаун і Дулік, унаслідок шлюбу з Дарсі, були Фіцджеральди (графи Кілдар), Лаверенси, Флемінги, Гермони, Престони. Філіп Бел'ю був судовим приставом-виконавцем в Дубліні у 1445 році і предком Джеймса Бел'ю, що був мером Дубліна у 1598 році.
Люди клану Бел'ю нині живуть в Ірландії в графствах Міт, Лаут, Дублін, Голуей, Арма. Багато людей клану розсіяні по світу: живуть в Австралії, Новій Зеландії, Канаді, З'єднаних Державах Америки. У 1998 році була організована всесвітня асоціація клану Бел'ю.

## Барони Бел'ю
Барони Бел'ю володіли землями в Барміт (графство Лаут). Володіли титулом пера Ірландії. Баронство Бел'ю було створене 17 липня 1848 року для сера Патріка Бел'ю — VII баронета, що раніше був представником Лаута в Палаті Громад парламенту, підтримував вігів, служив лорд-намісником графства Лаут. Його онук, третій барон, був теж лорд-лейтенантом графства Лаут, був депутатом Палати Лордів. Його замінив його молодший брат — IV барон Бел'ю. У 1881 році лорд Бел'ю отримав королівський дозвіл на прізвище Браян відповідно до волі його дядька полковника Джорджа Браяна. Пісмля його смерті прізвища носив його племінник — V барон Бел'ю, а потім його молодший брат — VI барон Бел'ю. У 2010 році титул успадкував його онук — VIII барон Бел'ю.
Титул баронета Бел'ю Барміт (графство Лаут) був створений в Ірландії 11 грудня 1688 року для пра-пра-дідуся першого барона Бел'ю — Патріка Бел'ю. Його брат — Крістофер Бел'ю був предком династій баронетів Граттан-Бел'ю та Маунт-Бел'ю.
Клан і барони Бел'ю володіють замком Барміт (ірл. — Barmeath), що біля Данліру (графство Лаут).

### Баронети Бел'ю з Барміта
- Сер Патрік Бел'ю (ірл. Sir Patrick Bellew) — I баронет (пом. 1716)
- Сер Джон Бел'ю (ірл. Sir John Bellew) — II баронет (1660—1734)
- Сер Едвард Бел'ю (ірл. Sir Edward Bellew) — III баронет (1695—1741)
- Сер Джон Бел'ю (ірл. Sir John Bellew) — IV баронет (1728—1750)
- Сер Патрік Бел'ю (ірл. Sir Patrick Bellew) — V баронет (1735—1795)
- Сер Едвард Бел'ю (ірл. Sir Edward Bellew) — VI баронет (1760—1827)
- Сер Патрік Бел'ю (ірл. Sir Patrick Bellew) — VII баронет (1798—1866) (став бароном Бел'ю в 1848).

### Барони Бел'ю
- Патрік Бел'ю (ірл. Patrick Bellew) — І барон Бел'ю (1798—1866)
- Едвард Джозеф Бел'ю (ірл. Edward Joseph Bellew) — II барон Бел'ю (1830—1895)
- Чарльз Бертрам Бел'ю (ірл. Charles Bertram Bellew) — III барон Бел'ю (1855—1911)
- Джордж Леопольд Браян Бел'ю-Браян (ірл. George Leopold Bryan Bellew-Bryan) — IV барон (1857—1935)
- Едвард Генрі Бел'ю (ірл. Edward Henry Bellew) — V барон Бел'ю (1889—1975)
- Браян Бертрам Бел'ю (ірл. Bryan Bertram Bellew) — VI барон Бел'ю (1890—1981)
- Джеймс Бел'ю (ірл. James Bryan Bellew) — VII барон Бел'ю (1920—2010)
- Браян Едвард Бел'ю (ірл. Bryan Edward Bellew) — VII барон Бел'ю (нар. 1943)
- Прямий спадкоємець цього титулу — Ентоні Річард Брук Бел'ю (ірл. Anthony Richard Brooke Bellew) (нар. 1972).

## Барнони Бел'ю Дулік
Барнони Бел'ю Дулік мав титул пера Ірландії. Титул був створений 29 жовтня 1686 року для сера Джона Бел'ю як нагорода за підтримку короля Англії Якова II. Він був оголошений поза законом після «Славної Революції» і коронації Вільяма та Мері. Це рішення — про оголошення сера Джона Бел'ю поза законом — було потім скасоване. Двоє його синів стали баронами. III барон Бел'ю Дулік два рази балотувався в парламент. Титул зник внаслідок смерті IV барона у 1770 році.
- Джон Бел'ю (ірл. John Bellew) — I барон Бел'ю Дулік (пом. 1693)
- Вальтер Бел'ю (ірл. Walter Bellew) — II барон Бел'ю Дулік (пом. 1694)
- Річард Бел'ю (ірл. Richard Bellew) — III барон Бел'ю Дулік ( 1664—1715)
- Джон Бел'ю (ірл. John Bellew) — IV барон Бел'ю Дулік (1702—1770)

## Баронети Граттан-Бел'ю
Баронети Граттан-Бел'ю, що володіли землями Маунт-Бел'ю в графстві Голлуей, отримали титул баронета Великої Британії 15 серпня 1838 року. Першим баронетом став Майкл Бел'ю. Він був нащадком Крістофера Бел'ю, братом сера Патріка Бел'ю. Томас Бел'ю — молодший син І баронета Бел'ю був членом парламенту від графства Голуей. Він одружився з Поліною — дочкою Генріха Граттана. Їх син — III баронет отримав королівську грамоту на володіння прізвища Граттан-Бел'ю. Нинішній V баронет Граттан-Бел'ю — відомий журналіст радіо і телебачення, видавець.
- Сер Майкл Діллон Бел'ю (ірл. Sir Michael Dillon Bellew) — I баронет (1796—1855)
- Сер Крістофер Бел'ю (ірл. Sir Christopher Bellew) — II баронет (1818—1867)
- Сер Генрі Крістофер Граттан-Бел'ю (ірл. Sir Henry Christopher Grattan-Bellew) — III баронет (1860—1942)
- Сер Чарльз Крістофер Граттан-Бел'ю (ірл. Sir Charles Christopher Grattan-Bellew) — IV баронет (1887—1948)
- Сер Генрі Чарльз Граттан-Бел'ю (ірл. Sir Henry Charles Grattan-Bellew) — V баронет (нар. 1933)
- Спадкоємець титулу Патрік Чарльз Граттан- Бел'ю (нар. 1971)

## Видатні й відомі люди з клану Бел'ю
- Едвард Дональд Бел'ю (ірл. Edward Donald Bellew) (1882—1961) — канадський військовослужбовець, нагороджений Хрестом Вікторії за участь у Першій світовій війні.
- Френсі Бел'ю (ірл. Francie Bellew) (нар. 1976) — ірландський футболіст.
- Франк Бел'ю (ірл. Frank Bellew) (1828—1888) — американський митець, художник, ілюстратор, автор художнього образу Дядечка Сема.
- Джордж Бел'ю (ірл. George Bellew) (1899—1993) — офіцер британської армії, знавець зброї та генеалогії.
- Генрі Вальтер Бел'ю (ірл. Henry Walter Bellew) (1834—1892) — народжений в Індії британський військовий лікар і письменник.
- Кайрл Бел'ю (ірл. Kyrle Bellew) (1850—1911) — британський актор театру.
- Рей Бел'ю (ірл. Ray Bellew) (1939—2006) — канадський актор.
- Річард Бел'ю (ірл. Richard Bellew) (1575—1585) — юрист.
- Річард Бел'ю (ірл. Richard Bellew) (1803—1880) — ірландський політик.
- Томас Бел'ю (ірл. Thomas Bellew) (1820—1863) — ірландський політик та землевласник з Монтебел'ю (графство Голуей).
- Томас Бел'ю (ірл. Thomas Bellew) (1943—1995) — ірландський політик з графства Лаут.
- Тоні Белью (ірл. Tony Bellew) (нар. 1982) — британський боксер.

## Літературні містифікації
До клану Бел'ю належав персонаж аляскинської епопеї про часи «золотої лихоманки» Джека Лондона «Смок Беллю» — Крістофер Беллю.